# Schistostege flavata
Schistostege flavata là một loài bướm đêm trong họ Geometridae.